# Kościół Santo Stefano w Genui
Kościół Santo Stefano (pol. kościół św. Szczepana/Stefana) – rzymskokatolicki kościół w Genui w dzielnicy Portoria. Jest kościołem parafialnym, należącym do dekanatu Carignano-Foce Archidiecezji Genui.
Zbudowany został na miejscu wcześniejszego kościoła św. Michała, którego częścią była prawdopodobnie krypta, zachowana do dziś. Pomimo poważnych zniszczeń wojennych jest przykładem wykwintnej architektury romańskiej w Genui. Najcenniejszą architektonicznie częścią kościoła jest apsyda.
Zdaniem wielu badaczy w 1451 roku w kościele tym został ochrzczony Krzysztof Kolumb.

## Historia

### Kościół San Michele
Według niektórych przekazów kościół w tym miejscu istniał już w okresie longobardzkim. Otoczony konstrukcjami o charakterze militarnym stanowił część systemu obronnego miasta, czego dowodem miałaby być – zdaniem pewnych badaczy – dzwonnica. Ten pierwszy kościół był prawdopodobnie dedykowany św. Michałowi, bardzo czczonemu przez Longobardów. Z okresu longobardzkiego pochodzi prosta i surowa krypta pod ołtarzem kościoła, podobna do tej z sanktuarium Nostra Signora delle Grazie al Molo. Krypta ta, nosząca wezwanie Świętych Michała i Gabriela, była prawdopodobnie kościołem (lub częścią kościoła) św. Michała Archanioła.

### Kościół Santo Stefano

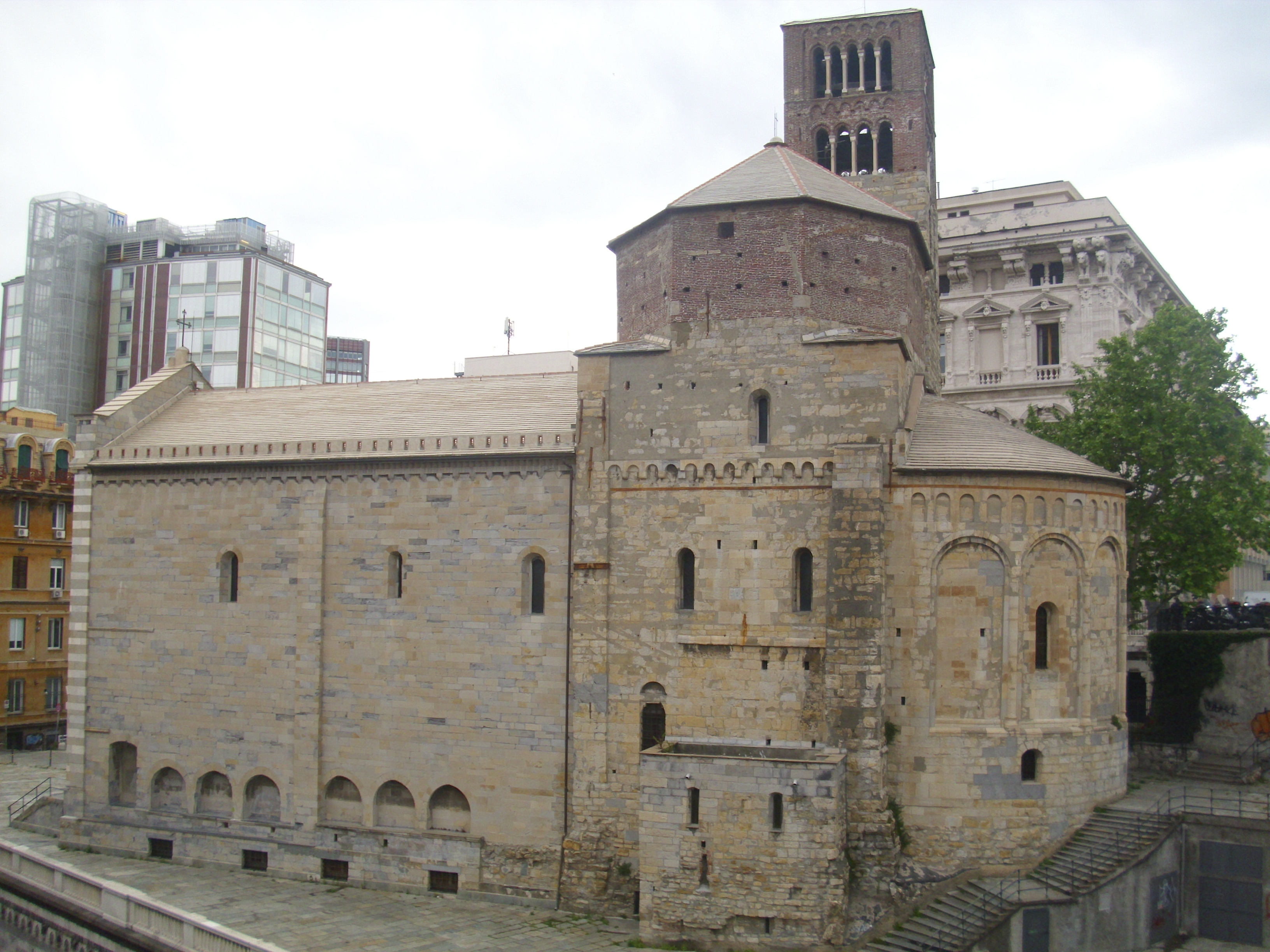
Widok kościoła od strony apsydy

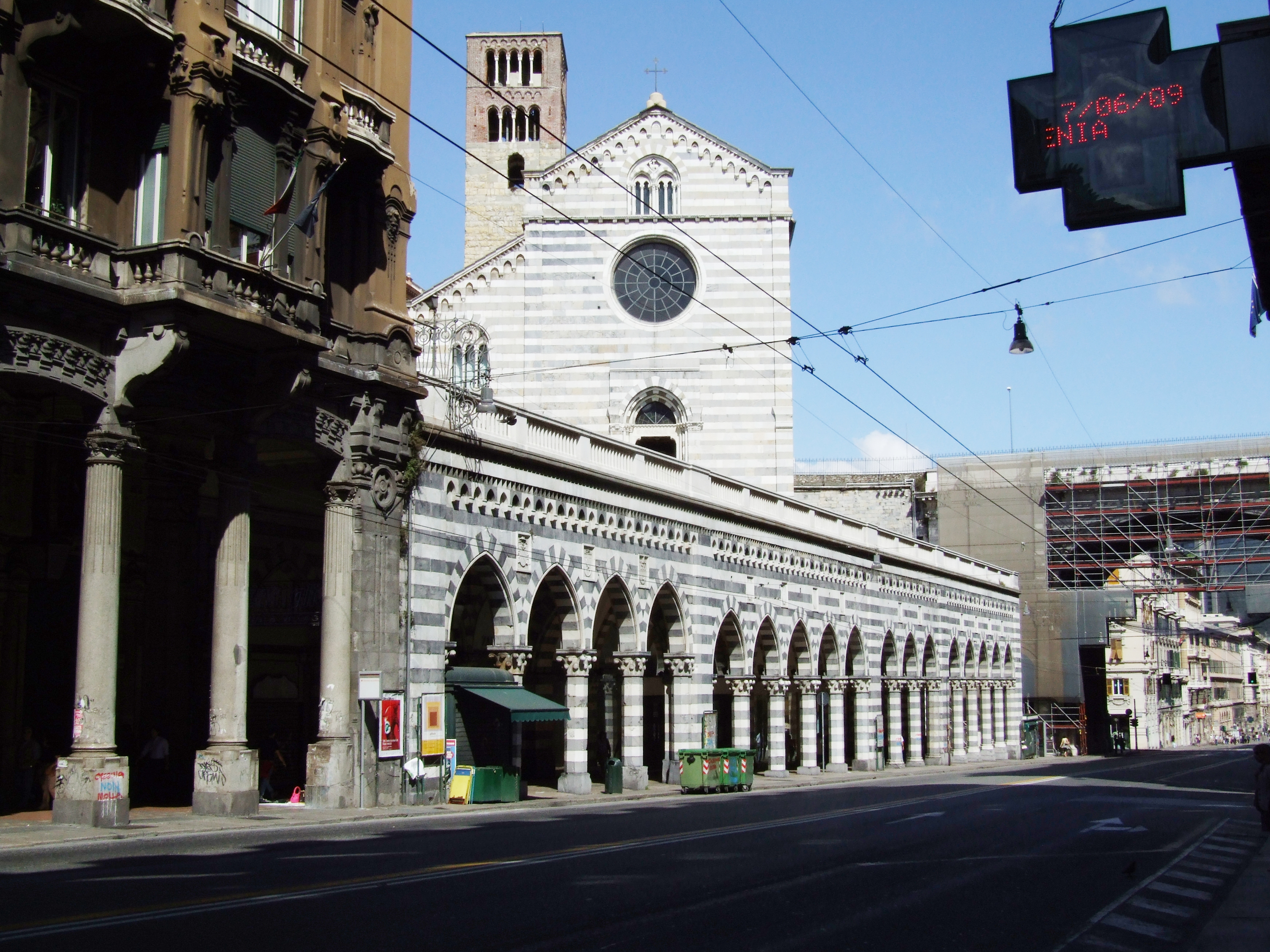
Widok kościoła od strony ulicy XX Settembre. Poniżej kościoła charakterystyczny pasaż z końca XIX w.

Z X wieku pochodzą niepodważalne dokumenty, potwierdzające istnienie kościoła, którym wtedy zarządzali mnisi benedyktyńscy, posiadający także rozległe tereny dookoła niego. W połowie X wieku biskup Teodolf II powierzył klasztor benedyktynom z klasztoru San Colombano w Bobbio, którzy wkrótce stali się jedną z najpotężniejszych i najlepiej zorganizowanych instytucji w mieście ustępując znaczeniem tylko kapitule kanoników z kościoła San Lorenzo. Nowy kościół, a zwłaszcza jego część apsydialna, erygowany został w 970 roku, prawdopodobnie przez biskupa Teodolfa II, który rozbudował również klasztor. Zbudowano nową fasadę, dekorując ją w charakterystyczne czarno-białe pasy oraz nową dzwonnicę nad wieżą strażniczą. Krypta zachowała wezwanie Świętych Michała i Gabriela. Istniejący obecnie kościół pochodzi z XI–XII wieku i jest dziełem mistrzów budowlanych wznoszących mury miejskie.
Dopiero po zbudowaniu murów miejskich w latach 1320–1347 kościół i klasztor znalazły się w obrębie miasta. Fakt pozostawania tak długo poza granicami murów miejskich miał istotne znaczenie dla zakonników z Santo Stefano, ponieważ wokół ich klasztoru wyrosła nowa osada, Santo Stefano, uzależniona od niego. Istnieje wiele dokumentów, świadczących o szybkim i nieustannym rozwoju klasztoru Santo Stefano, który dzięki darowiznom oraz transakcjom kupna-sprzedaży poszerzał systematycznie obszar swoich wpływów. Zależne od niego były liczne instytucje religijne. Klasztor gościł w swych murach papieża Innocentego II. Prawdopodobnie w 1130 roku papież przejeżdżał tędy w drodze do Francji, gdzie schronił się w czasie prześladowań za panowania antypapieża Anakleta II. 20 marca 1133 roku, w następstwie misji dyplomatycznej Bernarda z Clairvaux z poprzedniego roku ogłosił Genuę metropolią nadając Syrusowi II godność arcybiskupa. Apsyda, która niemal cudem uniknęła bombardowań w czasie II wojny światowej, stanowi najbardziej wysublimowany przykład architektury romańskiej w Genui. Pochodzi ona, według różnych dokumentów, z X lub XI wieku. Wraz z zachowaną dzwonnicą mogła służyć jako podpora prezbiterium. Być może kościół miał dwie dzwonnice, ale fakt pozostaje tylko w sferze hipotez. Najbardziej charakterystycznym elementem jego architektury jest XIII-wieczna fasada w biało-czarne pasy oraz długi, arkadowy pasaż w stylu gotyckim biegnący wzdłuż ulicy XX Settembre, poniżej placu, przy którym wznosi się na kościół. Ceglane, ośmiokątne sklepienie pod kopułą przekrywające prezbiterium datowane jest na 1306 rok, zgodnie z napisem na tablicy pamiątkowej,  przechowywanej w kościele; w tym samym okresie ukończono również ceglaną wieżę. Kościół najprawdopodobniej od początku miał jedną nawę. Po jej prawej stronie zbudowano w XVII wieku rząd licznych kaplic, które zostały później wyburzone podczas prac przy przebijaniu ulicy XX Settembre. Rozbiórka klasztoru, do którego doszło w pierwszej połowie XIV wieku oraz zaraza z 1349 roku przerzedziły szeregi zakonników. Już w XV wieku w położonej przy kościele osadzie Santo Stefano mieszkała duża kolonia Niemców, sprowadzonych tu w związku z rozwojem przemysłu włókienniczego w Genui. Niektórzy z nich otrzymali również przywilej pochówku w kościele, w którym nabyli patronat nad kaplicą poświęconą św. Franciszce Rzymiance. Zlecili oni następnie Giovanniemu Domenicowi Cappellino namalowanie jej obrazu, który do dziś zdobi dedykowaną jej kaplicę.
W 1529 roku podjęto próbę przywrócenia kompleksu do dawnej świetności przekazując go w ręce zakonników z opactwa terytorialnego Monte Oliveto Maggiore. Kościół i klasztor zostały odrestaurowane i przebudowane, powracając w ciągu kilku lat do dawnego splendoru. W 1657 roku, w czasie zarazy, zakonnicy zasłużyli się w opiece i pomocy chorym. Kościół San Stefano pozostawał w rękach zakonników z Monte Oliveto do roku 1775, po czym pełnił już tylko funkcję kościoła parafialnego.

#### XX wiek
W latach 1904–1908 został zbudowany kościół Nostra Signora della Guardia e Santo Stefano. Jego fasada usytuowana była pod kątem prostym w stosunku do fasady kościoła Santo Stefano. Pocztówki z tamtego czasu świadczą, iż był to kościół w stylu gotyckim. Zaprojektował go Camillo Galliano a ozdobił freskami Bevilacqua. Do dekoracji jego wnętrza wykorzystano obrazy z kościoła Santo Stefano. W latach 1912–1916 w wyniku restauracji dokonanej przez Alfredo D'Andrade został całkowicie rozebrany klasztor. Nowy kościół poniósł znaczne straty w czasie II wojny światowej – przepadły obrazy Domenica Pioli, Valeria Castella, Gregoria De Ferrari, Giulia Cesare Procacciniego, Bernarda Castella i innych. Tylko niektóre z dzieł tych XVII-wiecznych artystów genueńskich powróciły, po starannej ich renowacji, na ściany Santo Stefano. Po zakończeniu wojny rozebrano ruiny kościoła Nostra Signora della Guardia e Santo Stefano, a na ich miejscu zbudowano obecnie istniejące budynki. Kościół Santo Stefano natomiast został w latach 1942–1955 odbudowany w tym samym miejscu w stylu romańskim. Widoczna z lewej strony pseudonawa pochodzi z tego samego okresu. Pełni on nadal funkcję kościoła parafialnego.
Od listopada 2003 roku w kościele odprawiane są nabożeństwa w obrządku bizantyjsko-ukraińskim, w których uczestniczy społeczność ukraińska Genui.

## Architektura

### Fasada
Fasada została ukończona w XIII wieku, na pewno w czasie konsekracji nowego kościoła, która miała miejsce w roku 1217. Uczestniczył we niej kardynał Ugolino, który wkrótce potem został papieżem przyjmując imię Grzegorz IX. Santo Stefano był przypuszczalnie pierwszym kościołem w Genui, którego fasada została zbudowana z kamieni o dwóch barwach, ułożonych na przemian warstwami. Podobny typ kompozycyjny reprezentują fasady kościołów San Matteo i Sant’Agostino. W przyziemiu zbudowano portal, zamknięty u góry archiwoltą. Nad portalem istniała niegdyś rozeta, zastąpiona obecnie dużym oculusem. Na fasadzie widnieją płaskorzeźbione płytki z herbami szlacheckich rodów Genui, które prawdopodobnie przyczyniły się do budowy kościoła. Fasadę zamyka tympanon z triforium pośrodku, zwieńczony fryzem arkadkowym. Podobne rozwiązanie dekoracyjne prezentuje fasada dobudówki z lewej strony, w której mieści się obecnie zakrystia i lokale mieszkalne.

### Apsyda
Półkolista apsyda jest najważniejszym elementem architektury kościoła Santo Stefano. Zbudowana została na wysokim cokole, przebitym 3 niewielkimi oknami, oświetlającymi kryptę. Z zewnątrz została udekorowana 7 ślepymi arkadami, których podwójne łuki wspierają się na lizenach oraz na umieszczonych na nich półkolumnach, zwieńczonych wykwintnymi kapitelami, ozdobionymi stylizowanymi liśćmi i niewielkimi wolutami. Ponad arkadami biegnie rząd niewielkich, ślepych arkad, ledwie widocznych na płaszczyźnie ściany. Taki motyw dekoracyjny jest jedynym tego typu rozwiązaniem na terenie Ligurii. Ten sam układ kompozycyjny cechuje wystrój wewnętrzny apsydy.
Z lewej strony przylega do apsydy wysoka kampanila na planie kwadratu, której dwie górne kondygnacje, zbudowane z cegły, przebito poliforiami. Prezbiterium zostało przykryte ośmiokątną kopułą. Plan kościoła stanowi jedna nawa, przedzielona w połowie długości lizenami.

## Wystrój wnętrza

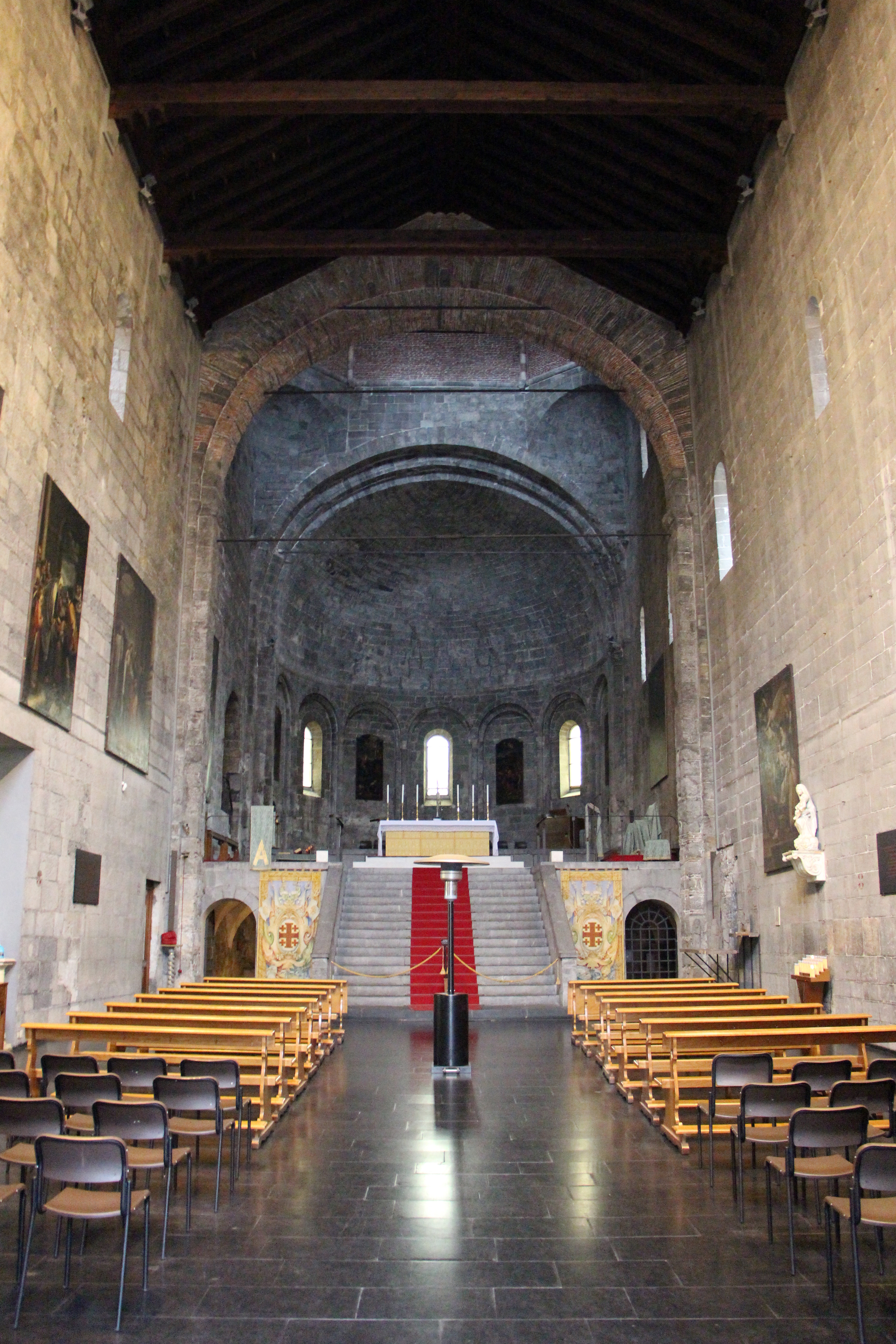
Wnętrze kościoła

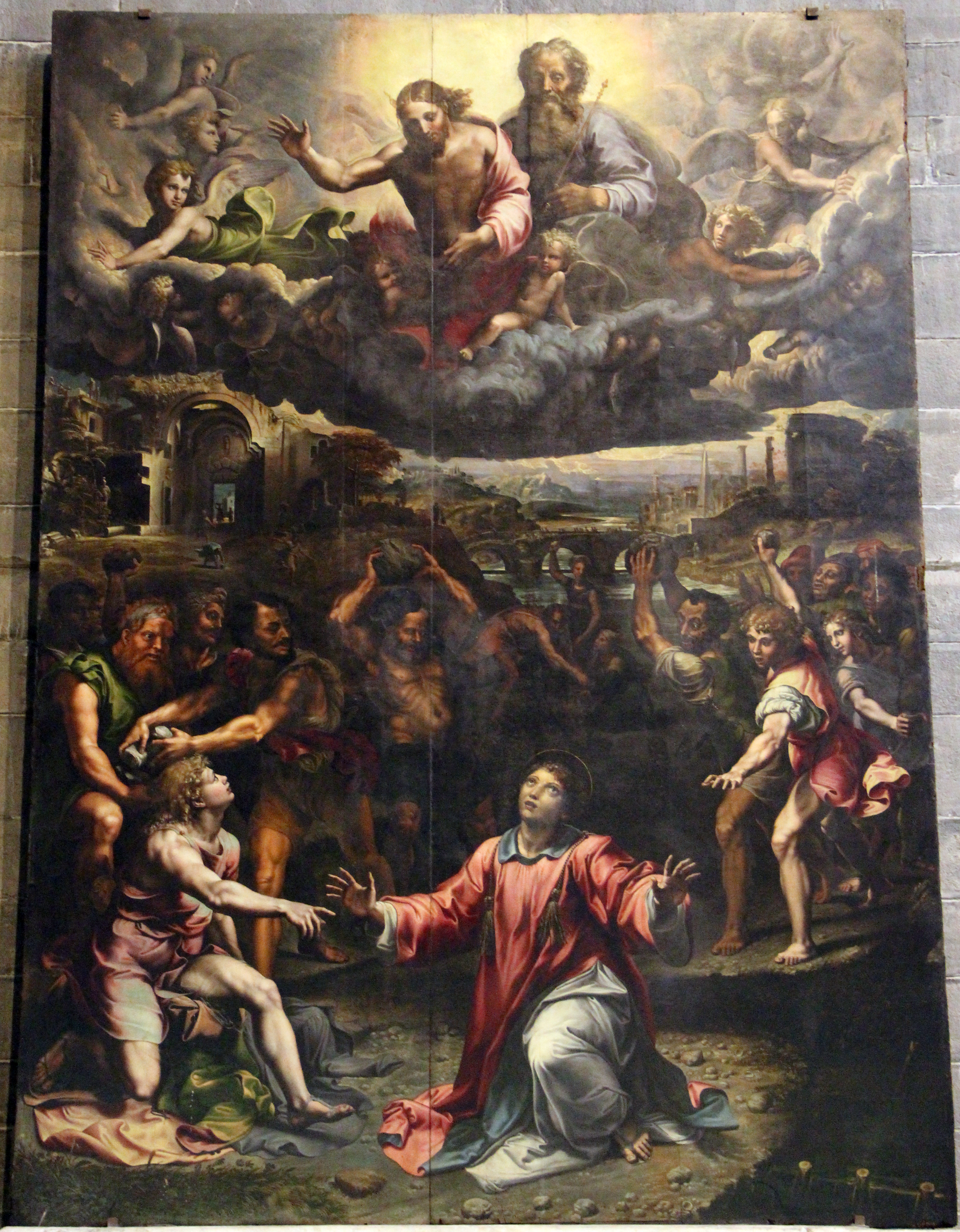
Giulio Romano, Męczeństwo św. Szczepana (ok. 1524)

### Prezbiterium
Prezbiterium wznosi się 3 metry powyżej poziomu nawy. Oddzielone jest od nawy i od apsydy dwoma łukami tęczowymi i przykryte majestatycznym, wspartym na trompach sklepieniem kopułowym, którego żebra zbiegają się w zworniku ozdobionym motywem Baranka Bożego. Posadzka apsydy została podwyższona o 1 metr ponad poziom prezbiterium.

### Ściana wewnętrzna fasady
Na ścianie wewnętrznej fasady znajdują się pozostałości po chórze organowym – marmurowe płyty pokryte renesansowymi płaskorzeźbami wykonanymi w 1499 roku przez artystów florenckich: Donata Bentiego i Benedetta da Rovezzano.

### Prawa ściana
Do najważniejszych dzieł zdobiących wnętrze należy wielkowymiarowy obraz tablicowy Giulia Romana, przedstawiający Męczeństwo św Stefana, z około 1524 roku. Na pierwszym planie ukazana została samotna postać Świętego, mającego wizję Boga Ojca z Jezusem, z których promieniuje spokój i moc. Kontrastuje z nimi niespokojna i pogrążona w mroku scena kamienowania. Po lewej stronie Szczepana widoczny jest młodzieniec Szaweł (późniejszy Paweł), wskazujący na niego palcem. Obie części przedzielają motywy kompozycyjne zaczerpnięte z architektury Rzymu: od fragmentu budynku poprzez most nad Tybrem do fantazyjnych obelisków. Obraz, namalowany dla papieża Leona X i kardynała Giulia de’ Medici, został przekazany opactwu na początku XVI wieku przez Giovanniego Mattea Giberti, ostatniego opata komendatoryjnego,. Na tej samej ścianie zawieszona jest manierystyczna, marmurowa figura Madonna z Dzieciątkiem, nawiązująca do 1637 roku, kiedy to Matka Boża została ogłoszona Królową Genui. Dzieciątko trzyma kartusz z napisem: „Et rege eos”, który wyraźnie odnosi się do majestatu Matki. Te same słowa pojawiły się na republikańskiej serii monet wyemitowanych po 1637 roku i ponownie w 1814 roku, kiedy Genua próbowała ratować resztki swej niezależności.

### Lewa ściana
Na lewej ścianie wiszą obrazy: Święta Rodzina Domenica Pioli, Św. Benedykt podnoszący budowniczego, który spadł z rusztowania, jedyne podpisane i datowane dzieło Luki Saltarella z 1632 roku oraz Niewierność św. Tomasza Gioacchina Assereta. Po konserwacji powrócił do kościoła obraz Giovanniego Domenica Cappellino Święta Franciszka z Rzymu przywracająca mowę głuchoniemej dziewczynce, zamówiony niegdyś przez niemiecką społeczność Genui. Kolekcję uzupełniają obrazy: Męczeństwo św. Bartłomieja , namalowany w latach 1618–1620 przez Giulia Cesare Procacciniego oraz Zaśnięcie św. Scholastyki Gregoria De Ferrari.

### Zakrystia
W zakrystii znajduje się obraz Bernarda Castella Madonna ze Świętymi: Janem Chrzcicielem, biskupem Syrusem, Szczepanem i Katarzyną Aleksandryjską, pochodzący z oratorium Santo Stefano alle Fucine.

### Krypta
Krypta, do której prowadzą schody, jest oświetlona przez 3 okna, umieszczone w apsydzie. Dzieli się ona na pięć niewielkich naw. Jej obecny wygląd jest wynikiem renowacji przeprowadzonej w latach 1946–1955, w trakcie której podniesiono poziom posadzki oraz zbudowano ołtarz główny. W trakcie prac odnaleziono 5 oryginalnych kapiteli kolumn, ale tylko 3 z nich powróciły na miejsce. Na niewielkim ołtarzu umieszczono płyty z XV-wiecznego tabernakulum z figurami św. Szczepana i św. Jana Chrzciciela. Po prawej stronie znajduje się chrzcielnica z 1676 roku oraz marmurowa płaskorzeźba Św. Michał pokonujący diabła z 1453 roku i rzeźba Św. Jan udzielający chrztu Chrystusowi z 1613 roku.